# Grenzebach-Gruppe
Die Grenzebach-Gruppe (Eigenschreibweise Grenzebach Gruppe, international auch Grenzebach Group) ist eine international tätige, mittelständische Firmengruppe im Familienbesitz und umfasst mehrere Tochterunternehmen. Der Firmenhauptsitz befindet sich in Hamlar, Landkreis Donau-Ries, Bayern. Es stellt Anlagen für Fertigungs- und Automatisierungsaufgaben her und ist in zahlreichen Geschäftsbereichen tätig. Das Unternehmen beschäftigte im Jahr 2023 etwa 1.600 Mitarbeiter an fünf Fertigungsstätten und Gesellschaften in Deutschland, Rumänien, den USA, China, Belgien, Brasilien, Indien und Griechenland.

## Gründung und Geschichte
Mit sieben Mitarbeitern gründete Rudolf Grenzebach 1960 die Grenzebach Maschinenbau GmbH in Hamlar, Asbach-Bäumenheim, Bayern. Bis 1998 war er geschäftsführender Gesellschafter und von 1999 bis 2014 Vorsitzender des Aufsichtsrats. Zu Beginn baute Grenzebach eine Fertigung für Fördertechnik auf. Der Umsatz im ersten Jahr betrug rund 500.000 Euro. 1974 entstand die erste Anlage für die Weiterbearbeitung von industriell hergestelltem Flachglas. Heute zählt sich Grenzebach in diesem Bereich zu den Weltmarktführern. In den 1990er Jahren stieg Grenzebach in die Entwicklung von Automatisierungslösungen für die Baustoffindustrie ein.
1988 gründete Grenzebach in Newnan (Bundesstaat Georgia, USA) die Grenzebach Corporation Inc. 1998 eröffnete Grenzebach eine Vertriebsniederlassung in Shanghai, kurz darauf folgte eine eigene Fertigung in China. Seit 2008 wird in Jiashan, Zhejiang Provinz, nahe Shanghai produziert.
2002 erwarb Grenzebach einen Teil des Babcock-Konzerns in Bad Hersfeld, Hessen. Grenzebach BSH bildet heute das globale Kompetenzzentrum für Baustofftechnologie und Verfahrenstechnik der Grenzebach-Gruppe ab. Die Abkürzung BSH geht auf den Babcock-Vorläufer Büttner-Schilde-Haas zurück. Der Grenzebach-Standort in Bad Hersfeld verfügt über ein 400 m² großes Technikum, in dem Rohmaterialien und verfahrenstechnische Abläufe getestet werden, sowie ein eigenes Labor.
Im Jahr 2007 wurde mit einer Beteiligung an der US-amerikanischen Firma Millennium Control Systems ein weiterer Bestandteil im Bereich Programmierung von Steuerelementen geschaffen. 2023 wurde Millennium Control Systems eine 100-prozentige Tochter der Grenzebach-Gruppe. 2014 übergab Rudolf Grenzebach das Unternehmen und seine Aufgaben an seine Tochter Sonja Grenzebach.
Am Hauptsitz in Hamlar eröffnete Grenzebach 2016 ein Innovationszentrum, 2018 folgte ein Intralogistik-Zentrum. 2021 wurde am Gruppen-Hauptsitz die 365 Tage Grenzebach Welt gegründet, welche aktuelle (Forschungs-)Projekte beheimatet. Ende 2019 übernahm Grenzebach die CNUD EFCO GFT, den Geschäftsbereich Floatglas der BMT Gruppe. Das Unternehmen der Glasindustrie für Kühlkanäle, Zinnbäder und Zubehör ergänzt das Portfolio der Grenzebach-Gruppe.
Die Grenzebach Envelon GmbH wurde im Oktober 2021 gegründet und fertigt solaraktive Gebäudehüllen, auch bekannt als gebäudeintegrierte Photovoltaik (GiPV). Im gleichen Jahr wurde die Grenzebach Romania S.R.L. gegründet. Grenzebach Romania fungiert als Dreh- und Angelpunkt des osteuropäischen Geschäfts und fokussiert sich auf die Geschäftsbereiche Glas, Baustoffe und Intralogistik. 2022 erfolgte die Erweiterung des Standorts in Iași um eine weitere Produktionsfläche.
2010 stieg die Grenzebach Maschinenbau GmbH mit 49 Prozent an der inos Automationssoftware GmbH ein. Der griechische Standort inos Hellas in Athen wurde 2022 100-prozentige Tochter der Gruppe. Die Firma wird als Grenzebach Hellas S.A. weitergeführt.
Anfang 2024 wurde bekannt gegeben, dass die erst gut zwei Jahre zuvor gegründete Grenzebach Envelon GmbH aufgrund mangelnden Erfolgs ihren Geschäftsbetrieb in Deutschland einstellen werde und die Angestellten entlassen werden. Sie wird jedoch weiterhin bestehen bleiben und die US-amerikanische Tochterfirma Grenzebach Envelon Corporation soll weiterhin produzieren.

## Struktur und Unternehmensbereiche
Zur Gruppe gehören mehrere Einzelunternehmen, so die ursprüngliche Grenzebach Maschinenbau GmbH, die Grenzebach BSH GmbH mit Sitz in Bad Hersfeld, die Grenzebach Corporation Inc. in Newnan, USA, die US-amerikanische Firma Millennium Control Systems, die CNUD EFCO GFT, die Grenzebach Envelon GmbH mit ihrer US-amerikanischen Tochterfirma Grenzebach Envelon Corporation, die Grenzebach Romania S.R.L. in Iași, Rumänien, die inos Automationssoftware GmbH in Stuttgart sowie Grenzebach Hellas S.A. in Athen, Griechenland.
Zu den Geschäftsbereichen gehören Verfahrenstechnik, Glas-, Baustoff- und Holztechnologie, Gepäckhandling, Intralogistik sowie Sonderanwendungen. Die Grenzebach-Gruppe befasst sich außerdem mit dem Rührreibschweißen, der Automatisierung der additiven Fertigung, der digitalen Vernetzung oder der nachhaltigen Energiegewinnung.